# Aharen-san wa Hakarenai
Aharen-san wa Hakarenai (阿波連さんははかれない) ist eine Mangareihe des Mangaka Asato Mizu, die in das Genre Romantische Komödie zu verorten ist und seit 2017 beim Verlag Shūeisha veröffentlicht wird. Der Manga erfuhr 2022 und 2025 eine Umsetzung als Anime-Fernsehserie im japanischen Fernsehen.

## Inhalt
Als sie ins erste Jahr der Oberschule kommt, wird die kleine, schüchterne Reina Aharen auf einen Platz ganz hinten gesetzt. Neben ihr sitzt Raidō, der sich für die neue Schule vorgenommen hat, mehr Freunde zu finden. Denn mit seinem natürlicherweise fast immer unfreundlich aussehendem Gesicht ist ihm das an seiner alten Schule nicht gelungen. Doch seine Versuche, sich mit Aharen anzufreunden, scheinen nicht recht zu fruchten. Sie nimmt kaum Notiz von ihm und scheint ihn gar nicht zu mögen. Doch schließlich erkennt er, dass sie nur sehr leise spricht und ein in jeder Stimmung ausdrucksloses Gesicht hat. Als diese Hürde einmal überwunden ist, bemüht sich Raidō sehr darum, besser mit Aharen zu kommunizieren und sie wird schnell sehr anhänglich. So verbringen die beiden rasch viel Zeit miteinander, nicht nur in der Schule, sondern auch danach, und lernen sich besser kennen und verstehen. Dabei wird Raidō auch mit Mitsuki Ōshiro konfrontiert, die Aharen seit früher Kindheit verfolgt, um sie zu beschützen, und die nun Raidō misstrauisch begutachtet. Doch Ōshiro ist ebenso schüchtern und hält sich daher weiterhin im Hintergrund, auch wenn sie manchmal unheimlich wirkt. Auch das Kennenlernen der Familienmitglieder, darunter Aharens Bruder Ren, der ihr täuschend ähnlich ist und so Raidō hereinlegen kann, hält einige Überraschungen offen.

## Veröffentlichung
Der Manga erscheint seit Januar 2017 im Online-Magazin Shōnen Jump+ beim Verlag Shūeisha, der die Kapitel seit August 2017 auch in bisher 14 Sammelbänden herausbringt. Der zweite Band verkaufte sich über 18.000 Mal in der Woche nach Veröffentlichung, die Bände 3 und 4 je über 16.000 Mal.

## Anime-Adaption
Eine Adaption als Anime für das japanische Fernsehen entstand 2022 beim Studio Felix Film. Regie führte Yasutaka Yamamoto mit der Unterstützung von Tomoe Makino und Hauptautor war Takao Yoshioka. Das Charakterdesign entwarf Yūko Yahiro und die künstlerische Leitung lag bei Kenichi Kurata. Die Tonarbeiten leitete Nobuyuki Abe und für die Kameraführung war Kazuya Iwai verantwortlich. Als Produzent fungierte Ryō Aizawa.
Die Serie wurde erstmals im Juli 2021 angekündigt. Die zwölf Folgen wurden vom 1. April bis zum 18. Juni 2022 von den Sendern MBS, TBS und BS-TBS in Japan ausgestrahlt. International fand parallel eine Veröffentlichung auf der Plattform Crunchyroll statt, mit Untertiteln unter anderem auf Englisch und Deutsch. Später folgte die Ergänzung von englischen und spanischen Synchronfassungen.
Die Anfang August 2024 angekündigte zweite Staffel wurde vom 7. April bis 23. Juni 2025 im japanischen Fernsehen gezeigt. Die internationale Veröffentlichung startete am 7. April 2025 im Simulcast bei Crunchyroll mit Untertiteln unter anderem auf Deutsch und Englisch.

### Synchronisation
| Rolle            | Japanische Stimme (Seiyū) |
| ---------------- | ------------------------- |
| Reina Aharen     | Inori Minase              |
| Raidō            | Takuma Terashima          |
| Ren Aharen       | Misaki Kuno               |
| Raidōs Schwester | Rika Nagae                |
| Mitsuki Ōshiro   | M.A.O                     |

### Musik
Die Musik der Serie komponierten monaca und Satoru Kōsaki. Der Vorspanntitel ist Hanarenai Kyori von TrySail und die Abspanne sind unterlegt mit dem Lied Kyori-Kan von HaKoniwalily, mit Ausnahme der dritten Folge. Die endet mit dem Lied Aharen Heart von Inori Minase.